# William Bishop (Radsportler)
William Bishop (* 26. Mai 1965 in Middletown (Ohio)) ist ein ehemaliger US-amerikanischer Radrennfahrer.

## Sportliche Laufbahn
1984 begann er mit dem Radsport. 1987 wurde er Mitglied der Nationalmannschaft.
An der Internationalen Friedensfahrt nahm er 1987 teil, als die USA zum zweiten Mal bei der Rundfahrt mit einer Nationalmannschaft an den Start gingen. Er gewann die 6. Etappe nach einer Alleinfahrt von rund 60 Kilometern vor Olaf Ludwig und beendete die Tour als 32. des Gesamtklassements. Für die amerikanische Auswahlmannschaft hatte er sich mit mehreren vorderen Etappenplatzierungen in der Texas-Rundfahrt und in kleineren Rundfahrten in Europa qualifiziert. In Frankreich gewann er eine Etappe des Rennens Circuit des Mines.
Er startete für den Verein Ten Speed Drive in Tucson.

## Berufliches
Bishop absolvierte ein Studium der Physik in Tucson.